# 9M133 (ミサイル)
9M133 コルネット（ロシア語: 9К114 «Корнет»：コルネットの意）は、ロシア連邦の対戦車ミサイルである。NATOコードネームはAT-14 スプリガン（AT-14 Spriggan：スプリガンの意）。

## 概要
9M133は9M113や9K115の後継として、1988年にKBP器械製造設計局によって開発が開始され、1998年に最初のモデルが配備に至っている。
9M133は現在ロシア陸軍で広く運用されているほか、シリアやインド、トルコなど様々な国に輸出用のモデルであるコルネット-Eが輸出されており、朝鮮民主主義人民共和国やイランなどではコピーおよびライセンス生産が行われている。

## 設計
9M133はミサイル自体の名称であり、システム全体は9K135と呼称される。
9M133は9P163発射機により発射され、半自動指令照準線一致誘導方式(SACLOS)により目標に誘導される。9P163発射機には昼夜を問わず運用を可能にする為に1PN79-1サーマルサイトが備わっている。

## ミサイル

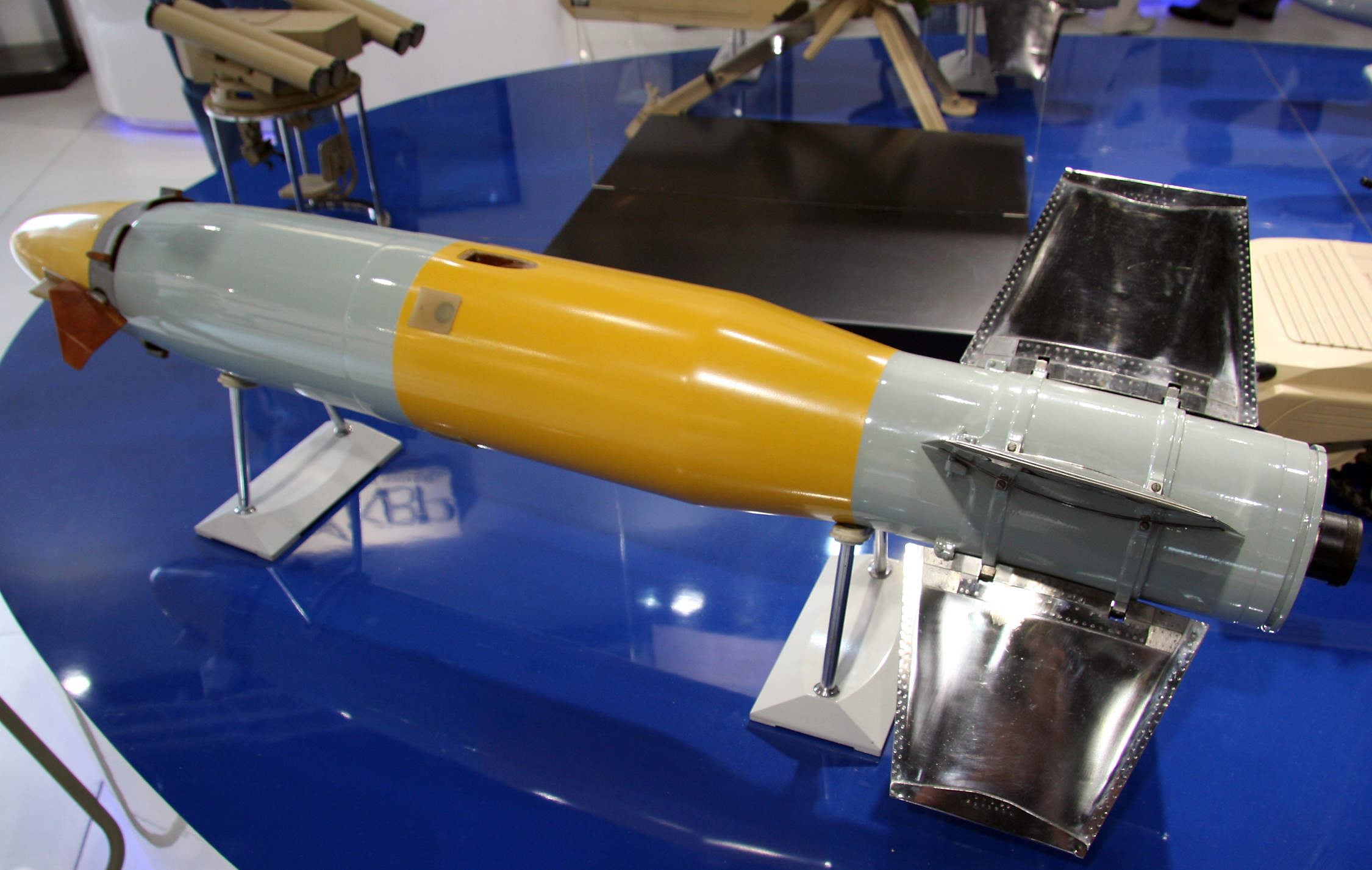
9M133のミサイル弾体

| 名称      | 弾頭                 | 全長 | 射程距離 | 貫徹能力(RHA換算) |
| --------- | -------------------- | ---- | -------- | ----------------- |
| 9M133     | タンデム成形炸薬弾頭 | 1.1m | 5.0km    | 1000mm            |
| 9M133-1   | タンデム成形炸薬弾頭 | 1.1m | 5.5km    | 1,000-1,200mm     |
| 9M133F-1  | サーモバリック弾頭   | 1.1m | 5.5km    |                   |
| 9M133M-2  | タンデム成形炸薬弾頭 | 1.1m | 8.0km    | 1,100-1,300mm     |
| 9M133FM-2 | サーモバリック弾頭   | 1.1m | 8.0km    |                   |
| 9M133FM-3 | 破片効果弾頭         | 1.1m | 10.0km   |                   |

## 派生型

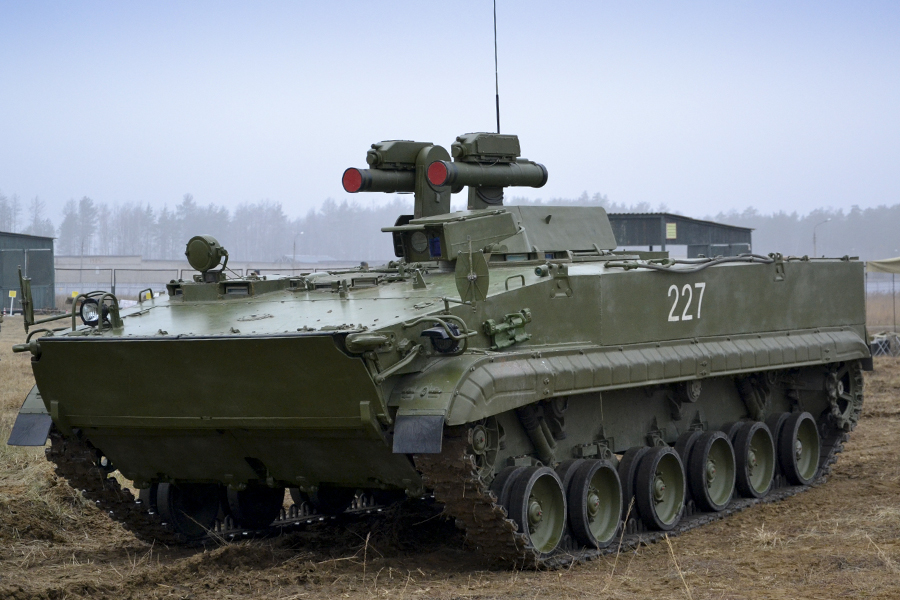
コルネット-T
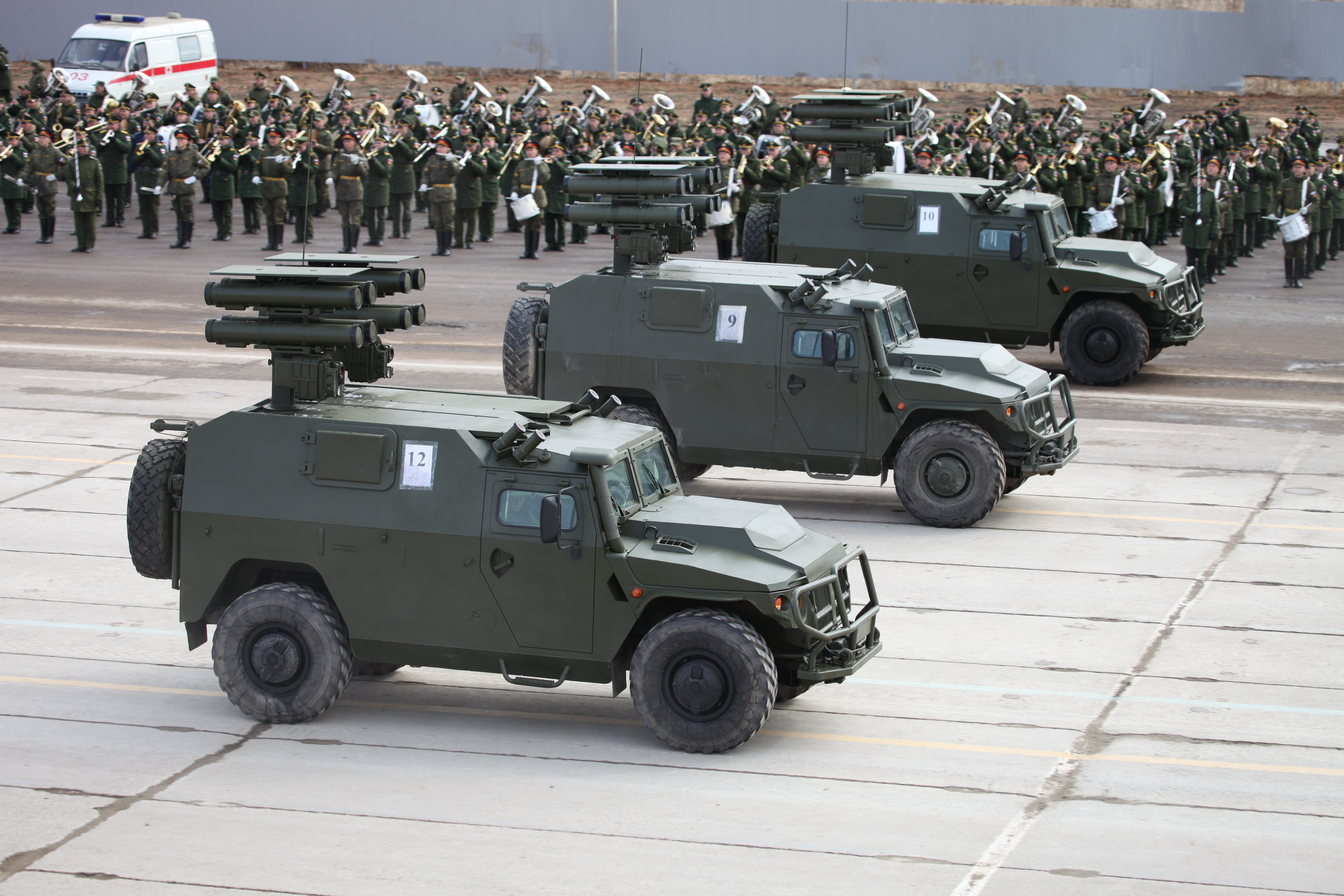
ティーグル コルネット-D
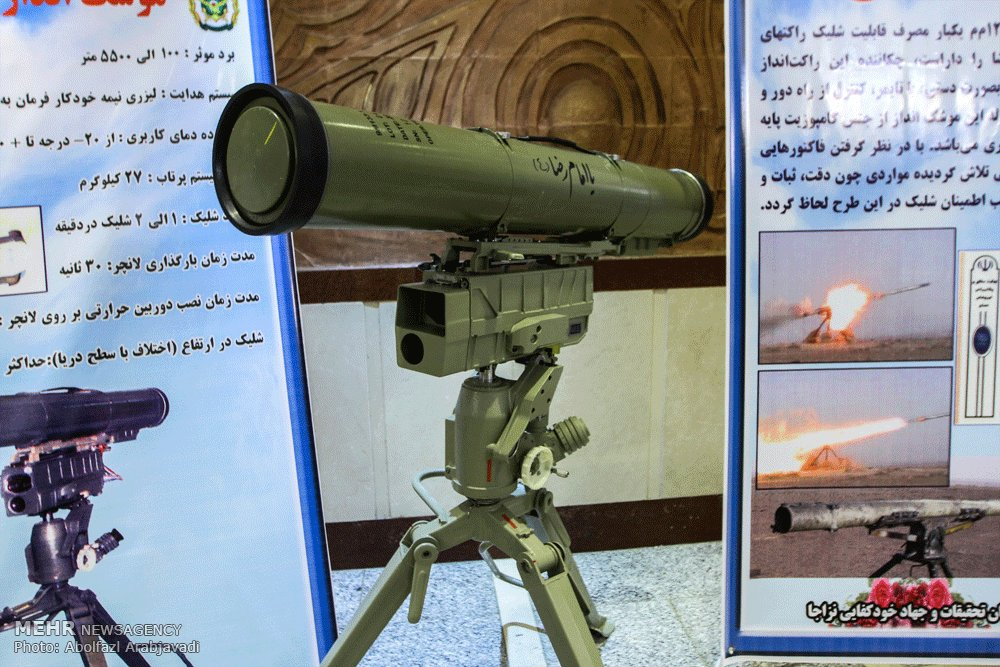
ダウラビーの発射機
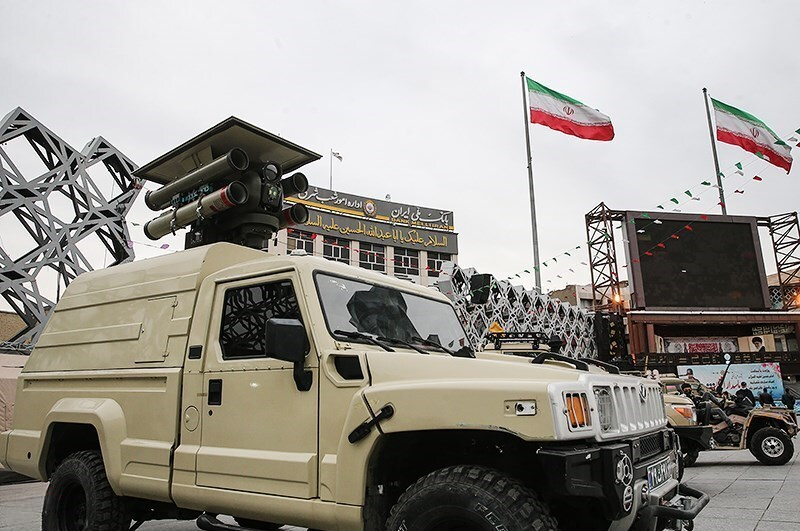
ピロースの4連装発射機

9M133M コルネット-M
最新のモデルで、ロックオン後に自動で目標の追尾を開始するファイア・アンド・フォーゲット機能を備えており、射程が大幅に向上している。
9M133 コルネット-EM
コルネット-Mの輸出型。
9K128-1/9P162 コルネット-T
BMP-3をベースとした自走ミサイル車両。2基のミサイル発射機を備えており、16発の予備弾薬が車体の内部に保管されている。
ティーグル コルネット-D/コルネット-EM
GAZ-2330 ティーグルにコルネット-Dまたはコルネット-EM 4連装発射機を2基搭載した自走ミサイル車両。
ダウラビー
イランの防衛・兵站省によるコピー。シリアに輸出された。
ピロース
ダウラビーの連装または4連装発射機を車両に搭載できるようにした自走ミサイル車両。
プルセ3（火の鳥3）
北朝鮮によるライセンス生産型。北朝鮮は2008年にシリア経由で9M133を8基入手し、新型ミサイルの開発に着手。2018年2月の朝鮮人民軍創設70周年パレードで公開された。
- コルネット-T
- ティーグル コルネット-D
- ダウラビーの発射機
- ピロースの4連装発射機

## 運用国
- アゼルバイジャン - 2024年時点で、アゼルバイジャン陸軍が9K135を保有している[6]。
- 朝鮮民主主義人民共和国[5]
- セルビア[7]